# Federation of American Motorcyclists
De Federation of American Motorcyclists (FAM) was de eerste bond voor motorrijders in de Verenigde Staten en een van de voorlopers van de huidige American Motorcyclist Association.
Het initiatief voor de federatie werd genomen door de leden van de New York Motorcycle Club, die in het voorjaar van 1903 de noodzaak zagen van een nationale bond voor motorrijders. Zij stelden een comité samen om de interesse in een dergelijke organisatie te onderzoeken. De belangstelling werd vergroot door de beslissing van de stad New York om motorrijders en motorfietsen te registreren.
Op 7 september 1903 werd in Brooklyn de Federation of American Motorcyclists (FAM) opgericht. Bij de oprichtingsvergadering waren 93 geïnteresseerden aanwezig, waaronder George M. Hendee, een van de oprichters van het merk Indian. De vergadering werd voorgezeten door George H. Perry. Hendee bracht 109 leden uit de regio New England aan. De eerste voorzitter van de FAM werd R.G. Betts uit New York.
De FAM stelde zich ten doel het gebruik van motorfietsen te bevorderen, de rechten van motorrijders te waarborgen, het toeren te faciliteren, de wegen te verbeteren en te adviseren in de totstandkoming van reglementen voor motorraces en andere takken van motorsport. Ze kende verschillende commitees: voor het ledenbestand, juridische zaken, competities, wegen, toeren en hotels, transport en faciliteiten.
In de 16 jaar van haar bestaan had de FAM wedstrijdreglementen en rijdersclassificaties ingevoerd en juridische gevechten gevoerd tegen regelgeving in steden als Chicago en Tacoma. Ze had in 1915 8.247 leden, maar de Eerste Wereldoorlog decimeerde dit ledenaantal en in 1919 ging de FAM ter ziele.
In dat jaar begon de Motorcycle and Allied Trades Association (M&ATA) haar "Riders Division" om te vormen tot een aparte, nieuwe bond voor de motorsport en motorrijders, de American Motorcyclist Association.